# Carlos Bustelo
Carlos Bustelo y García del Real (Ribadeo, provincia de Lugo, 21 de octubre de 1936) es un político y funcionario español, que fue ministro de Industria y Energía entre 1979 y 1980, siendo presidente del Gobierno Adolfo Suárez. También ostentó la presidencia del Instituto Nacional de Industria entre 1981 y 1982. Tras estar relacionado con el Partido Popular, hoy en día forma parte de Vox.

## Biografía
Nació en 1936 en la ciudad gallega de Ribadeo, provincia de Lugo, hermano de Francisco Bustelo y Carlota Bustelo, y primo de Leopoldo Calvo-Sotelo. Estudió Derecho en la Universidad Central de Madrid, en la que se licenció en 1958. En 1961 obtiene plaza por oposición en la XIII promoción de Técnicos Comerciales del Estado (actualmente integrados en el Cuerpo Superior de Técnicos Comerciales y Economistas del Estado). Fue economista de la OCDE en París entre 1963 y 1965, director ejecutivo del Fondo Monetario Internacional entre 1968 y 1973, y consejero de numerosas empresas, entre ellas, ACESA, Banesto o el Banco de España. 

### Actividad política
Miembro del Partido Socialdemócrata liderado por Francisco Fernández Ordóñez, fue nombrado en 1977 subsecretario del Ministerio de Comercio, cargo que abandonó en abril de 1979 cuando fue nombrado ministro de Industria y Energía cargo del que cesó en 1980. En 1981 fue nombrado presidente del Instituto Nacional de Industria hasta la victoria socialista en las elecciones de 1982.
Alejado de la política activa, en febrero de 2003 fue nombrado presidente de la Comisión del Mercado de las Telecomunicaciones (CMT), cargo del que dimitió tras ser trasladada la sede a Barcelona. En 2005, fue elegido presidente del Tribunal de Defensa de la Competencia de Madrid a propuesta de Esperanza Aguirre.
En 2010, fue junto a Pablo Casado, Rafael Bardají y Enrique Navarro Gil, fundador del laboratorio de ideas prosionista Friends of Israel Initiative.
En las elecciones a Cortes Generales 2019 se presenta al Senado en Madrid como número 2 de Vox. También forma parte de la Fundación Disenso, el think-tank de Vox, junto a Francisco José Contreras, Amando de Miguel, Enrique García-Máiquez, José María Marco y Rocío Monasterio.

## Familia
Contrajo matrimonio con Teresa Tortella, directora del archivo del Banco de España, con la que tuvo tres hijos: Gabriela, Ana y Jaime.